# Nadezjda Teffi

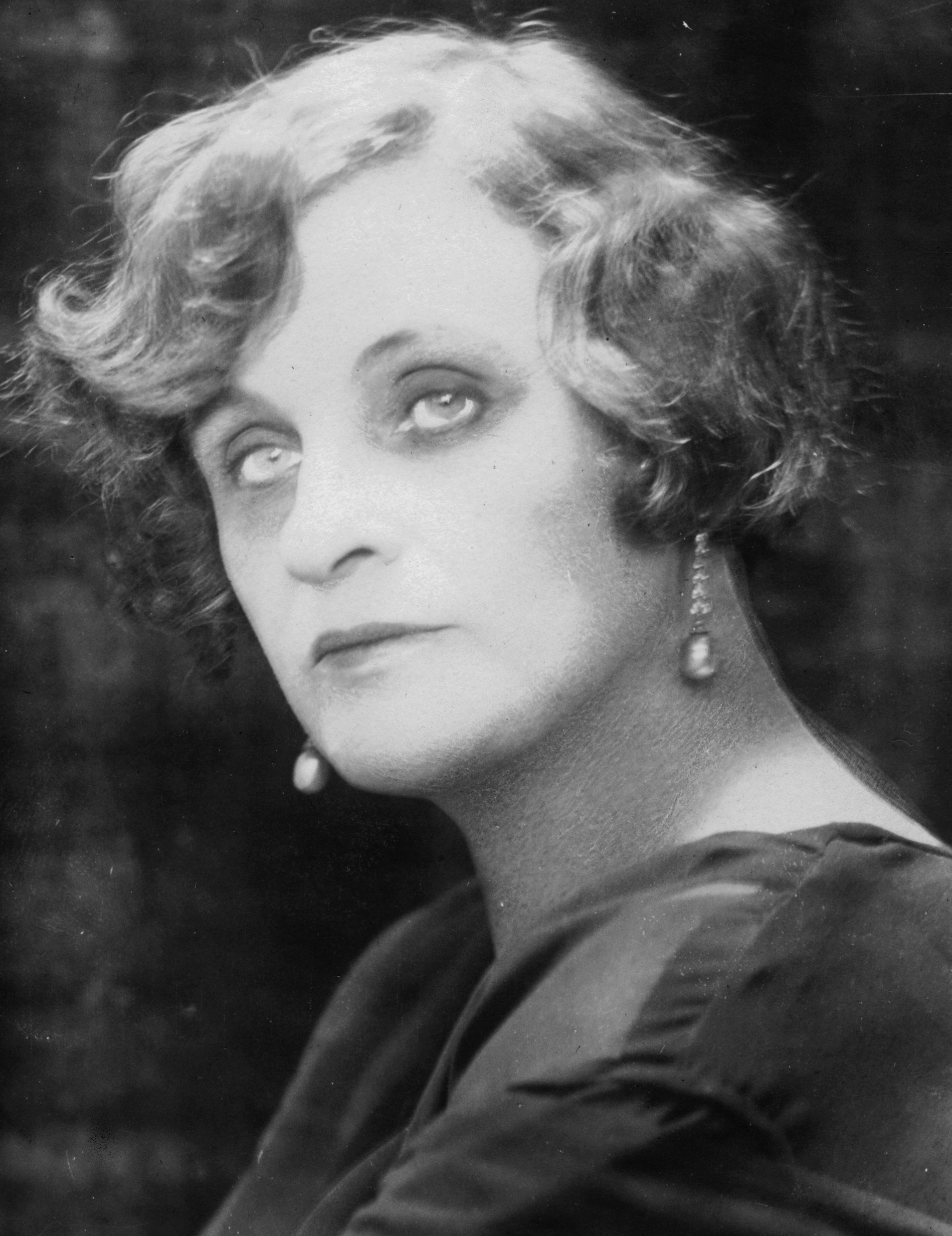
Nadezjda Teffi

Nadezjda Teffi (Russisch: Надежда Тэффи), pseudoniem van Nadezjda Aleksandrovna Lochvitskaja (Russisch: Надежда Александровна Лохвицкая) na haar huwelijk; Nadezjda Aleksandrovna Boetsjinskaja (Бучинская) (Sint-Petersburg, 21 mei 1872 – Parijs, 6 oktober 1952) was een Russisch (humoristisch) schrijfster.

## Leven en werk
Teffi debuteerde in 1907 met een bundel humoristische verhalen. Daarna volgden nog enkele bundels. Samen met onder anderen Arkadi Avertsjenko was ze een prominent medewerkster van het satirische tijdschrift “Satiricon”, dat na de Russische Revolutie (1917) verboden werd. Na een anderhalf jaar durende zwerftocht door het door de Russische Burgeroorlog geteisterde Zuid-Rusland wist Teffi via Constantinopel Parijs te bereiken, waar ze tot haar dood bleef wonen.
Teffi bleef ook in de Witte emigrantenwereld een gevierd schrijfster van humoristische verhalen, die echter gaandeweg melancholieker werden. Samen met Nina Berberova behoort ze tot de beste chroniqueurs van het Parijse emigrantenleven. In Gorodok (Het stadje, 1927) schreef ze vernietigend over de Russische enclave in de Franse hoofdstad.
In 1946 verscheen haar laatste bundel, Alles over de liefde, die integraal in het Nederlands werd vertaald door Calien Boelhouwer (Wereldbibliotheek, 1989). Haar verhaal L’ âme slave werd in 2009 opgenomen in de bloemlezing Moderne Russische verhalen (Uitgeverij Atlas, Amsterdam, 2009).
Teffi werd begraven op het Russische kerkhof van Sainte-Geneviève-des-Bois nabij Parijs.
Teffi was een zus van Nikolaj Lochvitski, een Witte generaal die nog met Koltsjak vocht, en van de in 1905 overleden dichteres Mirra Lochvitskaja.

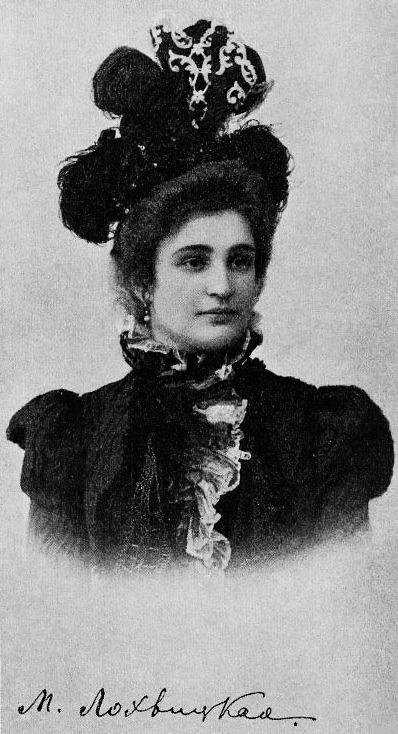
Zus Mirra, dichteres
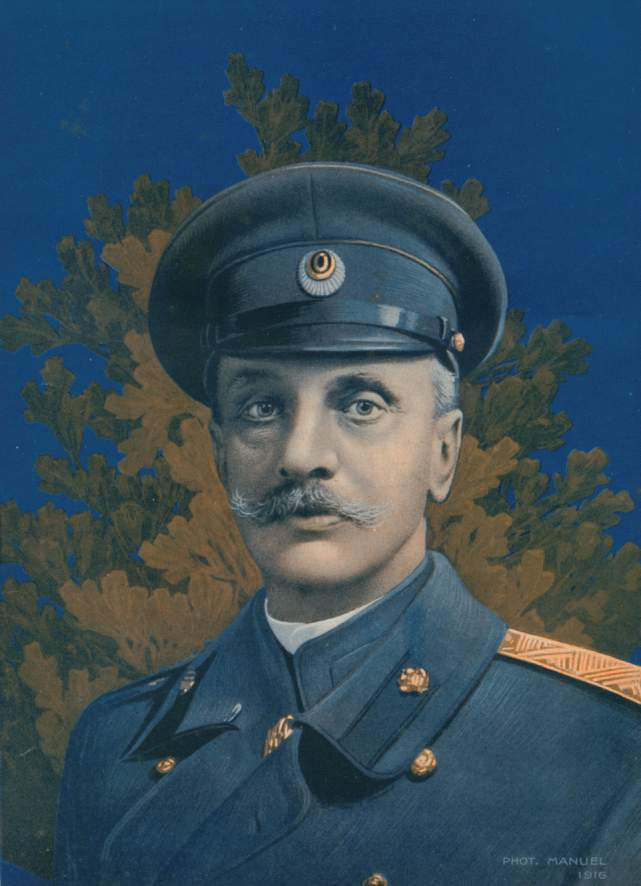
Broer Nikolaj, Witte generaal
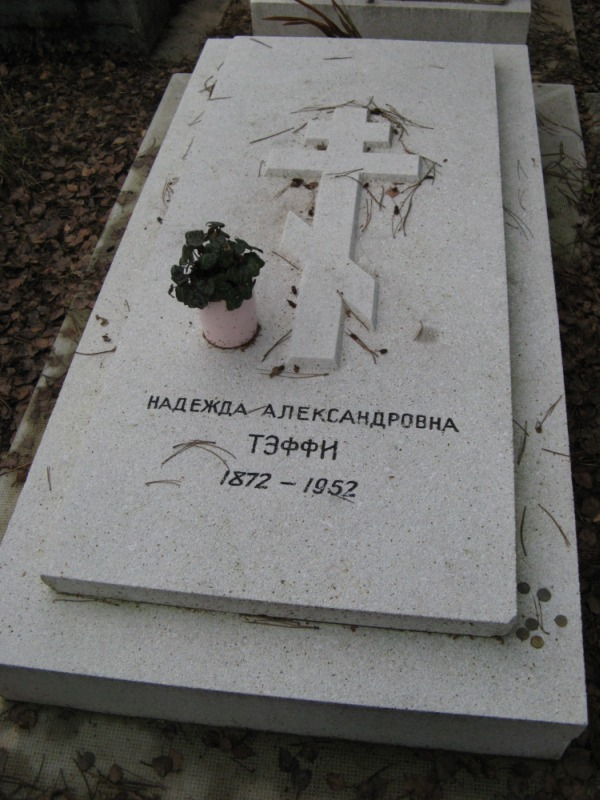
Teffi's graf